# Final Fantasy XV
Final Fantasy XV (ファイナルファンタジーXV Fainaru Fantajī Fifutīn) es un videojuego del género ARPG desarrollado por Square Enix, para PlayStation 4, Xbox One y Microsoft Windows. Junto con Final Fantasy XIII, Final Fantasy XIII-2, Final Fantasy Type-0 y Lightning Returns: Final Fantasy XIII, forma parte del proyecto Fabula Nova Crystallis: Final Fantasy. Final Fantasy XV fue llamado durante sus primeras etapas de desarrollo Final Fantasy Versus XIII (ファイナルファンタジー ヴェルサスXIII, Fainaru Fantajī Verusasu Sātīn) pero acabó por convertirse en la decimoquinta entrega de la saga.
En el Tokyo Game Show 2014 se anunció que Final Fantasy Type-0 incluiría una demo de Final Fantasy XV y que Tetsuya Nomura había sido sustituido por Hajime Tabata en el puesto de director del juego.
El juego se estrenó el 29 de noviembre de 2016 para las consolas PlayStation 4 y Xbox One. Mientras que su lanzamiento en Microsoft Windows se produjo el 6 de marzo de 2018.
El 16 de enero de 2018, Square Enix anunció Final Fantasy XV: Royal Edition para las consolas PlayStation 4 y Xbox One. Esta nueva edición incluye el juego Final Fantasy XV junto con todos los contenidos descargables publicados hasta la fecha, incluyendo el Pase de temporada. Su fecha de lanzamiento se produjo el 6 de marzo de 2018.
Se lanzó Kingsglaive en Ultra HD Blu-ray el 30 de marzo de 2021.

## Argumento

### Trasfondo
Noctis Lucis Caelum, el último de un antiguo linaje real y el heredero al trono, proviene del reino de Lucis. Este es un país que ostenta el último cristal en el mundo, lo cual es beneficioso para la política, la economía y los aspectos militares del reino. Debido a la industrialización cada vez más evidente en contraste con las naciones vecinas, Lucis se ha aislado del resto del mundo.
En un momento, todos los países poseían un cristal, pero muchos los perdieron debido a las guerras a causa de estos. De este modo, Lucis unió sus recursos de armamento bélico, obteniendo armas de fuego junto con espadas y magia, convirtiéndose en la nación más avanzada gracias a su poder militar. En consecuencia, dejaron atrás sus aspectos culturales y sociales, afectando en gran medida el nivel y calidad de vida de la población. Una guerra fría ha tenido lugar entre Lucis y el resto del mundo debido a la posesión del último cristal, pero recientemente, un tratado de paz fue negociado, poniendo fin a la disputa.
Existe un mito en el reino de Tenebrae acerca de la diosa de la muerte, quien cobija las almas de los difuntos, y les abre la puerta hacia el más allá. Cuando se abre la puerta a las almas liberadas es posible percibir un rayo de luz que asciende al cielo. Pocas personas son capaces de ver la luz, y los que pueden se les otorga el poder del reino de los muertos. Noctis y Lunafreya Nox Fleuret -Oráculo y Princesa de Tenebrae- poseen este poder.
En el mundo existe cierto fenómeno llamado "La Plaga de la Estrella", que causa que las noches sean más extensas a medida que el tiempo pasa, hasta un punto en que el mundo queda sumido en la oscuridad, siendo el Oráculo Lunafreya la responsable de detener dicho fenómeno utilizando sus poderes.
Los Archaeans son criaturas legendarias, declaradas protectoras del mundo y del ecosistema, siendo estas la manifestación del poder de las estrellas hacia el planeta. Ellos se manifiestan en el mundo gracias a los Fragmentos Astrales, aunque estos se muestran indiferentes ante las acciones del mundo de los vivos.

### Historia
En la noche de la firma de un tratado de paz entre los reinos de Lucis y Niflheim, en la que la familia real de Tenebrae también asiste, el emperador de Niflheim, Idola Aldercapt, utiliza el tratado como una excusa para derribar la barrera mágica de Insomnia (Capital de Lucis) por lo que su ejército es capaz de tomar el control del cristal de la ciudad.
Las Fuerzas Niflheim arrasan la ciudad de la corona, al parecer matando al rey Regis Caelum. El Hijo del rey Regis, Noctis Lucis Caelum, es declarado muerto, junto con la princesa de Tenebrae llamada Lunafreya Nox Fleuret. Tras el ataque de Niflheim, Lunafreya, quien sobrevive al ataque, vaga por las calles de Insomnia y, finalmente hace su camino hacia Altissa.
El informe de que Noctis ha muerto es todo una farsa. Cuando el príncipe se da cuenta de que Idola Aldercapt y el resto de Niflheim lo quieren muerto, Noctis y su vasallos, su consejero real, Ignis; su guardaespaldas, Gladiolus; y su amigo de la infancia, Prompto, huyen del país y comienzan un viaje hacia Altissa para encontrarse con Lunafreya.

## Personajes

### Principales
- Noctis Lucis Caelum (ノクティス・ルシス・チェラム Nokutisu Rushisu Cheramu?, con la voz de Tatsuhisa Suzuki). Apodado "Noct" por sus amigos, es el protagonista principal de la historia. Noctis es el último de la antiquísima línea de reyes de Lucis. Después de la invasión de su hogar y muerte de su padre, Noctis es nombrado muerto al igual que Lunafreya Nox Fleuret, por lo que se ve obligado a huir de su hogar, acompañado de sus tres amigos: Prompto, Gladiolus e Ignis, en un viaje hacia Altissa para encontrarse con Lunafreya, su prometida, quien tiene algo importante que le pertenece. Su objetivo principal es recuperar el Cristal y obtener una venganza digna. Noctis posee distintos poderes únicos de la línea de la realeza, siendo el más característico su capacidad de 'proyectarse' a modo de teletranspotación.
- Prompto Argentum (プロンプト・アージェンタム Puronputo Ājentamu?, con la voz de Tetsuya Kakihara), un amigo cercano a Noctis, quien lo conoce desde el colegio. Prompto es un fugitivo y de una clase social inferior, por lo que intenta dar lo mejor de si para ser útil en el viaje. Le Apasionan los Chocobos.[7][8]
- Gladiolus Amicitia (グラディオラス・アミシティア Guradiorasu Amishitia?, con la voz de  Kenta Miyake). Llamado "Gladio" por sus amigos. una figura fraternal para Noctis. Gladio es heredero de una familia noble que ha protegido a la realeza de Lucis durante varias generaciones. Él es el responsable de que Noctis pueda defenderse por sí mismo, pues no solo es su guardaespaldas, si no también su maestro de lucha.[7][8]
- Ignis Stupeo Scientia (イグニス・ストゥペオ・スキエンティア Igunisu Sutupeo Sukientia?, con la voz de Mamoru Miyano). "Iggy" según Gladio. Es amigo de Noctis desde su niñez. Ignis es un prodigioso militar táctico, pero también es responsable de la comida y salud del grupo. A diferencia de Gladio y Prompto, Ignis tiene una personalidad más calmada.[8]

### Secundarios
- Regis Lucis Caelum CXIII (レギス・ルシス・チェラム CXIII Regisu Rushisu Cheramu CXIII?, con la voz de Tsutomu Isobe), el padre de Noctis y el actual rey de Lucis. Regis atesora y quiere mucho a su hijo, a quien ha criado en soledad debido a la muerte de su esposa. Regis utiliza el poder del Cristal con el objetivo de mantener una poderosa barrera para evitar ataques enemigos, teniendo como consecuencia un envejecimiento acelerado y una muerte prematura. En su juventud ha luchado con Cor y Cid para detener a los tropas de Niflheim.
- Lunafreya Nox Fleuret (ルナフレーナ・ノックス・フルーレ Runafurēna Nokkusu Furūre?), llamada "Luna" por el grupo (nombrada inicialmente en Versus XIII como Stella). Es un personaje central de la historia, siendo su personaje a grandes rasgos tan importante como el de Noctis a pesar de su corto tiempo en pantalla. Luna es la princesa del reino de Tenebrae. Está comprometida con Noctis, quien conoce desde su niñez. Es conocida como la Oráculo y es adorada como una divinad debido a su poder de hablar con los dioses. Su misión es detener "La Plaga de la Estrella" para prevenir que se alarguen las noches para así evitar que el mundo se suma en la oscuridad.[9][10]
- Ardyn Izunia (アーデン・イズニア - Āden Izunia), antagonista principal de la historia, el cual fuese a ser canciller de Niflheim, a pesar de sus simpáticos diálogos durante sus primeras apariciones, este personaje es uno de los puntos más importantes de la historia, siendo controlador y maquiavélico. Consiguió su puesto de poder al introducir infantería Magitec en las filas del ejército imperial, y desde entonces actúa como consejero del emperador.
- Cindy (シドニー Shidonī?, con la voz de Ikumi Nakagami), la mecánica jefe del grupo de Noctis que trabaja en el parador de Hammerhead junto con su abuelo Cid.[11]
- Cor Leonis (コル・リオニス Koru Rionisu?, con la voz de Hiroki Touchi), un hombre de renombre en Lucis y cercano al rey Regis Lucis Caelum CXIII. Cor es uno de sus tres guerreros más poderosos. Él acompañará al grupo en distintos tramos de la historia (no será el único personaje que lo haga) y actúa como su tutor y leal partidario a Noctis.
- Gentiana (ゲンティアナ Gentiana?), es la guardaespaldas personal y compañera de Lunafreya. Se ha confirmado que ella es unos de los personajes más importantes y que no es solamente una cuidadora, se la ha descrito como una "existencia especial".
- Aranea Highwind (アラネア・ハイウィンド Aranea Haiwindo?), mercenaria especializada en combate que trabaja prestando sus servicios al mejor postor.[12]
- Iris Amicitia (イリス・アミシティア - Irisu Amishitia), Iris es la hermana pequeña de Gladiolus y conoce a Noctis ya Ignis desde niña, en la historia se vio obligada a escapar a Lestallum tras la invasión de la capital real por parte de Niflheim. Es un personaje invitado al grupo, así que participará en los combates durante algún tiempo. Como principal característica, destaca su estilo marcial –lucha con los puños- y dispone de un peluche de mogurito que actúa como distracción a ciertos enemigos; al lanzarlo, algunos monstruos se fijarán más en el muñeco que en nuestros personajes.
- Ravus Nox Fleuret (レイヴス・ノックス・フルーレ - Reivusu Nokkusu Furūre), el hermano mayor de Lunafreya. Tras sufrir el ataque y subyugación de su tierra natal, Tenebrae, ha acabado uniéndose a las filas del ejército de Niflheim decidido a terminar con las dinastías Lucis y Caelum a quienes culpa por la caída de su hogar a manos del Imperio de Niflheim, doce años antes de los acontecimientos del juego. En la película Kingslave: Final Fantasy XV intenta obtener el poder del anillo de los Lucis, pero es rechazado, lo que provoca que uno de sus brazos sea carbonizado.

## Contenido descargable
Final Fantasy XV recibe nuevos contenidos descargables a lo largo del tiempo, tanto en forma de actualizaciones o eventos especiales, como a base de expansiones de pago.

### Final Fantasy XV: Episode Gladiolus
Toma lugar en los hechos que acontecen cuando el jugador llega al capítulo 7 del juego. El personaje principal es Gladiolus Amicitia, quien entrena para ser más fuerte de lo que el ya es para defender a Noctis a toda costa. Fue lanzado el 28 de marzo de 2017, para las consolas PlayStation 4 y Xbox One.

### Final Fantasy XV: Episode Prompto
Toma lugar en los hechos que acontecen cuando el jugador llega al capítulo 12. El personaje principal es Prompto Argentum, quien intenta escapar de los Imperiales para reunirse con sus amigos. Fue lanzado el 27 de junio de 2017, para las consolas PlayStation 4 y Xbox One.

### Final Fantasy XV: Episode Ignis
Toma lugar en los hechos que acontecen en el capítulo 9 en Altissia, donde el jugador tiene la libertad de explorar la zona y todas sus calles. El objetivo es encontrar al príncipe Noctis. Fue lanzado el 13 de diciembre del 2017, para las consolas PlayStation 4 y Xbox One.

### Final Fantasy XV: Comrades
Es una expansión que añade un modo cooperativo y que permite personalizar un avatar. Existen muchos personajes no jugables que ayudan al jugador durante el transcurso del juego. La expansión se ubica cronológicamente 6 meses después del episodio 13 de la trama principal. El objetivo es obtener los fragmentos del meteorito y potenciar las comunicaciones eléctricas en otros lugares, lo que hace que la aventura se expanda dando más opciones de personalización para el personaje. Posee una amplia variedad de armamento, pudiendo equipar 4 armas a nuestro personaje. Fue lanzado el día 15 de noviembre de 2017, para las consolas PlayStation 4 y Xbox One.
Una versión independiente de este modo de juego llamada Final Fantasy XV Multiplayer: Comrades fue lanzada en las consolas PlayStation 4 y Xbox One el 12 de diciembre de 2018. Este título incluye como novedad el agregado de 10 nuevos jefes finales, trajes adicionales y armas.

### Final Fantasy XV: Assassin's Festival
Fue un contenido descargable totalmente gratuito en colaboración con la saga de videojuego Assassin's Creed, que estuvo disponible desde el 31 de agosto de 2017 hasta el 31 de enero del 2018. La expansión contó con todo lo relacionado con Assasins's Creed, desde su jugabilidad, así como las mecánicas de sigilo y de escalada. La colaboración fue revelada en la Gamescom el 24 de agosto de 2017. La ciudad de Lestallum se transformó en un entorno plagado de banderas e insignias, y fueron agregadas nuevas actividades y puntos de interés para el jugador.

## Final Fantasy XV: Episode Ardyn
Disponible desde el 26 de marzo  del 2019, relata el origen del odio y pesar del mayor rival de Noctis, Ardyn Lucis Caelum. Su pasado fue borrado de la historia de Eos (2000 años atrás) y tuvo que cargar con una cruz cuyo peso aún sostiene. El misterio de su existencia queda desvelado a lo largo de la trama
El prólogo de esta historia la podemos encontrar en su animé que fue lanzado a la par que el contenido descargable los eventos tienen lugar 35 años antes de los eventos de Final Fantasy XV.

### Dawn of the Future
Para 2019 se había programado el lanzamiento de una serie de cuatro episodios protagonizados por Ardyn, Aranea, Lunafreya y Noctis que añadirían finales alternativos. Sin embargo, en un posterior comunicado de Square Enix se anunció la cancelación de tres de los cuatro DLC, los episodios Aranea, Lunafreya y Noctis, y se confirmó que solo el episodio Ardyn sería lanzado a la venta. La compañía explicó que esta decisión se debió a una importante reestructuración en el equipo de desarrollo del videojuego.
Final Fantasy XV: Episode Ardyn: la historia nos cuenta porque Ardyn ha ganado tanto resentimiento hacia Lucis en sus últimos 2000 años. El lanzamiento de este contenido descargable se produjo el 26 de marzo de 2019.

## Desarrollo
La producción de Final Fantasy XV comenzó poco antes de ser presentado oficialmente en la E3 en mayo de 2006, donde fue anunciado para PlayStation 3 bajo el título original de Final Fantasy Versus XIII.
En enero del 2011, tras una larga ausencia, los especialistas de la industria de los videojuegos calificaron al entonces Final Fantasy Versus XIII como "Vaporware" (término empleado para designar a proyectos abandonados sin cancelación oficial).
En junio del 2013, se reveló que el juego había sido renombrado como Final Fantasy XV y se había cambiado la plataforma de PlayStation 3 a PlayStation 4 y Xbox One. En marzo de 2016 se anunció la fecha de lanzamiento del juego, 30 de septiembre de 2016, que luego fue retrasado al 29 de noviembre de 2016.
También se ha confirmado que en el juego nos encontraremos con dos disciplinas de magia: la elemental y de anillos. La primera da acceso a varios hechizos de fuego, hielo y rayo con efectos de lo más dispares sobre los escenarios de combate, que serán totalmente interactivos. Así, si por ejemplo nos encontramos en una zona donde llueve, podemos lanzar una descarga para que los enemigos mueran electrocutados.  En cuanto a la magia de anillos, esta solo podrá ser empleada por el portador del anillo real de Lucis, una vez avancemos en la trama del juego.[cita requerida]

## Recepción

### Crítica
Final Fantasy XV recibió críticas generalmente positivas, según las calificaciones en Metacritic.
Jesús Bella de la página 3DJuegos comenta que "FFXV es amor en forma de videojuego, un flechazo de Cupido que atraviesa el corazón de los fans, una demostración de valentía que desafía a lo imposible, la fuerza de un equipo por sacar adelante un proyecto con enormes dificultades. Te enamorarás de sus valores de producción. Dudarás por sus cuestionables decisiones de diseño. Apreciarás que se haya escuchado tu voz. Te enfadarás porque el juego tiene muchos altibajos. Puede que camines entre el amor y el odio como yo mientras lo juegas, pero al final te darás cuenta de lo más importante: han triunfado las emociones. Y eso… es Final Fantasy".
Borja Abadie de la revista Hobbyconsolas destaca que "Los defectos de Final Fantasy XV se ven de lejos: una cámara muy mejorable, texturas anticuadas y elementos algo desaprovechados, como el coche. Las virtudes, eso sí, se ven desde más lejos aún: personajes entrañables, libertad, espectáculo gráfico y unos combates que son de lo mejor en muchos años de la saga".
Francisco Serrano Acosta, en su análisis para MeriStation, sostiene "que el combate es entretenido en su simpleza, la maravillosa música, el calor que desprende la historia y los personajes, la atención al detalle en la realización del mundo -nunca se ha prestado tanta atención a la comida de un videojuegos como aquí-, la visita a Altissia y otros toques aquí y allá que hacen que el viaje nos resulte ameno, aunque nos frustren sus ausencias e imperfecciones".
El análisis de Philip Kollar para Polygon destaca que el videojuego "contiene piezas que seguramente decepcionarán a los jugadores en ambos bandos, pero también ofrece una perspectiva refrescante y humana del viaje clásico de rol que espero inspire futuros juegos en la franquicia. Final Fantasy 15 puede ser desconcertante en algunas de sus elecciones cuestionables, pero en general, golpea más de lo que falla. Zumba con una energía y compasión que amé, un sentido de camaradería, amistad y aventura que llena una fórmula vieja y conflictiva con nueva relevancia".

### Ventas
En enero de 2017, Final Fantasy XV superó las seis millones de unidades distribuidas, incluyendo las copias físicas y digitales. En septiembre de 2017, Square Enix informó que las ventas del juego habían superado las 6.5 millones de copias vendidas. A principios de septiembre de 2018, se comunicó que las ventas del videojuego habían ascendido hasta las 8.1 millones de copias. Dos meses más tarde, se anunció que las cifras habían ascendido hasta los 8.4 millones de copias vendidas, convirtiéndose de esa manera en el tercer videojuego más vendido de la franquicia.
En mayo de 2022, el juego ha vendido diez  millones de unidades en todo el mundo, lo que lo convierte en uno de los juegos de Final Fantasy más vendidos de todos los tiempos

## Apariciones en otras franquicias
Debido al éxito comercial de Final Fantasy XV, existen referencias del videojuego en otros videojuegos. 
- En la versión de ordenador, se pueden desbloquear los trajes "superllama" y "Plumbob", que hacen referencia a Los Sims 4. Mientras que en Los Sims 4 se puede descargar un atuendo inspirado en Noctis.[53][54]

- En el videojuego NieR: Automata es posible utilizar la Engine Blade, una espada extraída de Final Fantasy XV perteneciente a su protagonista, Noctis.[55] Además, en el contenido descargable "Episode Gladiolus" fueron incluidas dos canciones creadas por Keiichi Okabe, quien fue el compositor de la banda sonora de NieR: Automata.[56]

- Noctis aparece como personaje jugable en Tekken 7, mediante un DLC que se lanzó el 20 de marzo de 2018.[57][58]

- Se ha anunciado que el videojuego tendrá una colaboración con el título Shadow of the Tomb Raider, aunque no se brindaron detalles al respecto.[59]